# Aage Hellstrøm
Aage Even Hellstrøm (Copenaghen, 22 novembre 1920 – Copenaghen, 8 novembre 1987) è stato un nuotatore danese.
Specializzato nello stile libero, ha partecipato ai Giochi di Berlino 1936, gareggiando nei 400m sl, nei 1500m sl e nella Staffetta 4x200m sl.